# مسجد شهداي ابن سينا
مسجد شهداي ابن سينا (بالفارسية: مسجد شهدای ابن سینا) هو مسجد تاريخي يعود إلى عصر القاجاريون، ويقع في أصفهان.